# 空席の椅子の記念碑
空席の椅子の記念碑（くうせきのいすのきねんひ、英語: Empty Chair Memorial）は、アメリカ合衆国アラスカ州ジュノーにある、太平洋戦争開戦に際して強制収容所に送致された、当時ジュノーに在住していた日系人達による無念と、戦後彼等が地元へ帰還した際、生活の立て直しを支えたジュノー市民による功績を追憶する事を目的とした記念碑。

## 前史
アラスカにおける日本人移民は、西海岸と同じく、19世紀後半から20世紀初頭にかけて渡航・定住する様になり、漁業・鉱業・伐採・農業の他、各種労働集約型産業に従事した。その一部は、州都であるジュノーに居を構え、同市で彼等は主に自営業を営む様になった。西海岸とは異なり、アラスカ準州における日系人の人口は、1941年の時点でも約200人に過ぎなかった。また、日系人と同じモンゴロイドであるネイティブ・アメリカンやアラスカ先住民が、元々多く居住している土地柄もあって、ジュノーにおける日系人は、白人住民とも至って良好な関係を築いており、地域コミュニティに根を下ろす様になった。

## 強制収容の実施と解除

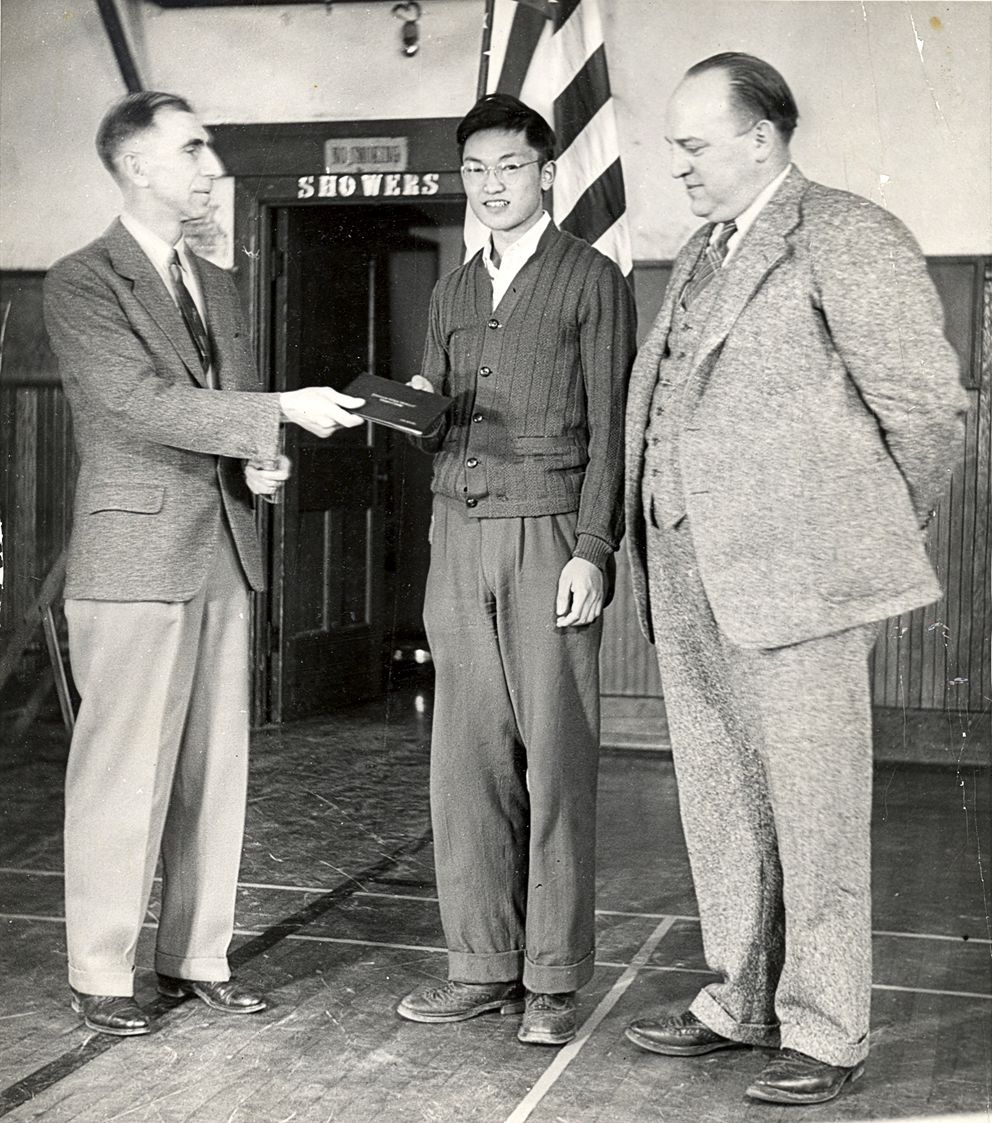
1942年4月15日に、ハイスクールの体育館で催された特別卒業式において、卒業生総代として卒業証書を授与されるジョン・タナカ

日本による真珠湾攻撃に端を発する日米開戦に伴い、フランクリン・ルーズベルト大統領は1942年2月19日に大統領令9066号に署名した。これにより、特定地域を軍管理地域に指定する権限が、陸軍長官へ与えられ、日系人の強制収容への道が開かれる事となった。カリフォルニア州・オレゴン州・ワシントン州・アリゾナ州は、居住する全ての日系人を、内陸地の強制収容所へ立ち退かせる軍管理地域に指定されたものの、アラスカ準州は日系人の人口が少なかった為、指定のリストには含まれなかった。それにも関わらず、西部防衛司令部はアラスカの日系人に対する強制収容所への送致を、実施する決断を下した。
後に『空席の椅子の記念碑』のモチーフとなる、日系2世のジョン・タナカ（田中實）は、1924年4月20日にジュノーで生まれ、地元のハイスクールを総代として卒業する予定であった。
現在の福岡県嘉麻市に生まれたジョンの父・庄之助は、1897年に16歳で渡米した後、1907年より年中無休・24時間営業のカフェの経営を始め、ジュノー市内の労働者達から人気を博すようになった。他にも、2度に亘ってジュノー市長を務め、親日家としても知られていたエメリー・ヴァレンタインが、1912年より在ジュノー日本国名誉領事を2年間務めた功績により、日本国政府から勲四等旭日小綬章を授与された。しかし、独り身であった氏の死後に、ユダヤ人商人がそのどさくさに紛れ、勲章を掠め盗ってしまった。それを知った庄之助は、日本国政府経由で氏の墓前に勲章を供える事を目論み、自腹を切ってまで、その商人から勲章を買い取った。そうした前歴もあった庄之助は、同市における日系人社会の有力者と見なされ、真珠湾攻撃の直後にFBIに逮捕された15名の在アラスカ日本人移民の一人となった。
1942年4月に、アラスカの日系人が強制収容所への立ち退きを命じられた際、同月15日にジョン一人だけの為の特別卒業式が、学校の体育館で執り行われた。翌5月に催された正規の卒業式に際して、ジョンのクラスメート達は、総代の名誉を以て卒業する筈だった級友、ひいては地元日系人達の不在を顕示するべく、空席の木製折り畳み椅子を会場に置いた。
4月末までに、タナカ家を含めたジュノー在住の日系人53名は、陸軍の輸送船でシアトルへ移送され、第一次収容所であるキャンプ・ハーモニーを経て、アイダホ州のミニドカ移住センターへ収容される事となった。因みに、FBIに逮捕された庄之助は、ニューメキシコ州ローズバーグにある戦争省が管轄する抑留所に、長らく収監されていたが、1944年になって、ようやく家族との再会が叶った。一方ジョンは、1943年7月に陸軍へ入隊。第442連隊戦闘団の一員として、ヨーロッパ戦線に従軍した。因みに、ミニドカ移住センターからの同期入隊者には、後に名誉勲章を受章する事となるウィリアム・ナカムラがいた。
戦後、タナカ家を含めたジュノーに在住していた日系人家庭のほぼ全てが、元の自宅へ戻り、生活の再建を図る事となった。日系人達は帰還に際して、地元住民からは温かい歓迎を受けた。この事を受けて日系人達は、自身らが地元を離れてからも、非日系人である隣人達が、永らく気に掛け続けてくれていた事を知る事となった。ジュノーの日系人達は、西海岸へ戻った同胞の様な差別に苛まれる事もなく、早い段階で戦前と変わらない生活を、再開させる事が叶った。この事は、ジュノー市民の誇るべき徳目として、現在でも語り継がれている。
因みにジョンは、1946年に軍を除隊した後、ワシントン大学とセントルイス大学医科大学院を卒業し、麻酔科の医師となった。私生活では、1956年9月に結婚した妻との間に、3男2女をもうけ、1978年3月に亡くなった。

## 設置までの経緯
2012年7月に、シアトル在住の芸術家であるピーター・レイクアムは、記念碑設置計画の運営委員会立ち上げに関する暫定案を当局へ提出し、承認を得るに至った。記念碑のデザインと名称を決めるにあたって、レイクアムは上述したジョンの卒業式におけるエピソードに着想を得た。その後は、国立公園局の「日系アメリカ人強制収容所助成金プログラム」をはじめとする、様々な団体から資金を調達するなどして、設置までに約2年の歳月を要する事となった。
2014年7月12日に、ジュノーのキャピタル・スクール・パークにおいて、アラスカ州で初となる日系人の強制収容に関する記念碑として、除幕式が執り行われた。式典には、ジョンの妹と未亡人、その家族も含めた約200名が出席した。碑には千羽鶴が捧げられ、ミニドカ移住センターへ収容された53名の在ジュノー日系人の氏名が、刻まれている事も明かされた。
右手前隅に「平和」という漢字が刻まれ、日系人達が住み慣れた自宅や地域から、無理矢理引き剥がされた事を暗喩したジグザグ型のフローリングの上に、卒業式で使用された物を模した折り畳み椅子を乗せたデザインを、いずれも銅で象った同碑は、公園の中でひっそりと佇む形となっている。